# Rhyacophila tsona
Rhyacophila tsona är en nattsländeart som beskrevs av Schmid 1970. Rhyacophila tsona ingår i släktet Rhyacophila och familjen rovnattsländor. Inga underarter finns listade i Catalogue of Life.